# دولارات دولارات (فلم)
دولارات..دولارات هو فيلمٌ مصريٌ بدأ عرضه في 20 سبتمبر 2023.

## قصة الفيلم
ملهىً ليلي يضم شخصيات مختلفة من المجتمع، يتعرضون لظروف تغير حياتهم رأساً على عقب.

## إنتاج الفيلم
صُوّر الفيلم قبل أكثر من عام، وكان اسمه "ميني بار"، ثم غُيّر إلى الاسم الحالي "دولارات دولارات". ألفه طارق رمضان، وأخرجه محمد خضري، وأشرف على الإخراج المخرج عادل الأعصر.
اشترك في الفيلم عدد كبير من النجوم، منهم: نضال الشافعي، صلاح عبد الله، منة فضالي، راندا البحيري، أمينة، مدحت تيخا، محمد أتوكا، طاهر أبو ليلة، علاء مرسي، حسن عبد الفتاح، روان فؤاد، ياسر الزنكلوني، محمود فارس، علاء زينهم، صبري عبد المنعم، إبراهيم المصري، إبرام سمير، ماجد إسكندر، كابتن لوشا، المطرب العراقى محمد السالم، بسام كارم، ماري وجيه، محمد السني.
كما اشترك في الفيلم عدد من ضيوف الشرف، مثل: ميدو عادل، ياسر علي ماهر، فايق عزب (قبل وفاته)، ومجموعة من النجوم الصاعدة، مثل: سلمى سعيد، رودينا الشربينى، ماليكا، لودي على، فيفيان، الفنانة السورية غصون، كوكي.
لم يحقق الفيلم نجاحاً تجارياً، وُسحب من العرض يوم 19 أكتوبر 2023 بعد أن حقق 372,000 جنيهاً مصرياً فقط خلال أربعة أسابيع من العرض.